# Peshawar Valley Field Force

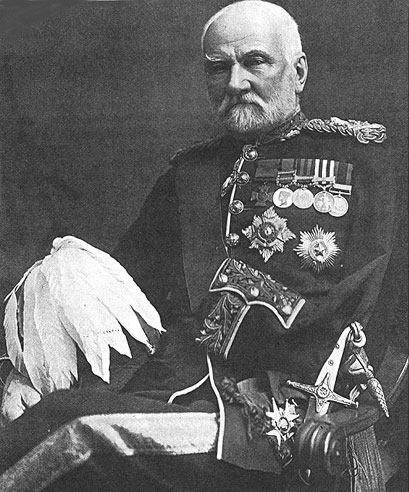
Samuel James Browne, der Befehlshaber der Peshawar Valley Field Force

Die Peshawar Valley Field Force war eine britische Streitmacht während des Zweiten Anglo-Afghanischen Krieges, von 1878 bis 1880. Sie wurde geführt von Generalleutnant Sir Samuel Browne.

## Geschichte
Die Briten marschierten am 21. November 1878 mit drei Kolonnen im Emirat Afghanistan ein. Aufgrund der schlechten Erfahrungen im Ersten Anglo-Afghanischen Krieg wurden starke Kräfte der Britisch-Indischen Armee und der British Army zusammengezogen. Die größte Kolonne war die Peshawar Valley Field Force. Zwei weitere Kolonnen waren die Kandahar Field Force und die Kurram Valley Force.
Die erste kämpferische Auseinandersetzung des zweiten Anglo-Afghanischen Krieges führte die Peshawar Valley Field Force erfolgreich in der Schlacht von Ali Masjid am 21. November 1878 durch. In der ersten Nacht dieser Schlacht verließen die afghanischen Streitkräfte das Fort Ali Masjid an der zentralen strategischen Position am Khyberpass. Deswegen verlief diese kriegerische Auseinandersetzung relativ unblutig.

## Gliederung
Die Peshawar Valley Field Force bestand zu Beginn des  Krieges aus 12.000 Männern mehrerer britischer und indischer Regimenter in einer Kavallerie-, einer Artillerie- und vier Infanteriebrigaden:
- Peshawar Valley Field Force (Samuel Browne)
  - Kavalleriebrigade (Brigadegeneral Charles John Stanley Gough)
    - 10th Royal Hussars
    - 11th Prince of Wales's Own Lancers
    - Guides Cavalry

  - Royal Artillery (Oberst W. J. Williams)
  - 1. Infanteriebrigade (Brigadegeneral Herbert Macpherson)
    - 4th Battalion Rifle Brigade
    - 20th (Punjab) Regiment, Bengal Native Infantry
    - 4th Gurkha Rifles

  - 2. Infanteriebrigade (Brigadegeneral John Tytler)
    - 1st Battalion Leicestershire Regiment
    - Guides Infantry
    - 1st Sikhs

  - 3. Infanteriebrigade (Brigadegeneral Frederick Ernest Appleyard)
    - 81st Loyal Lincolnshire Volunteers
    - 14th Sikhs
    - 27th Punjabis

  - 4. Infanteriebrigade (Brigadegeneral W. Browne)
    - 51st King's Own Yorkshire Light Infantry
    - 6th Bengal Native (Light) Infantry
    - 45th Sikhs
- Bengal Sappers and Miners